# Kirk Hinrich
Kirk James Hinrich (Sioux City, Iowa, 2 de janeiro de 1981) é um ex-jogador de basquete Norte-americano que jogava como armador.
Ele atuou no Washington Wizards e Atlanta Hawks, além de 7 temporadas no Chicago Bulls, onde usava a camisa 12 e foi capitão da equipe, ganhando o apelido de "Captain Kirk".

## Vida pregressa
Hinrich nasceu em Sioux City, Iowa. Seu pai havia jogado basquete universitário no Briar Cliff College e mais tarde se tornou treinador da Sioux City West High School.
Quando Hinrich tinha cerca de sete anos, Jim Hinrich visitou Ray Nacke, seu antigo treinador da faculdade, e perguntou se Kirk poderia se matricular no acampamento de verão de Nacke para alunos da quarta, quinta e sexta séries. Apesar das hesitações de Nacke, Hinrich foi autorizado a participar do acampamento e jogou bem contra as crianças mais velhas.
Hinrich também jogou futebol americano na posição de Quarterback e jogou beisebol como arremessador. No entanto, o basquete era a paixão de Hinrich.
Com o pai como treinador, o time de basquete de Hinrich na Sioux City West High School alcançou um recorde de 82–9 em quatro anos e venceu o campeonato estadual de Iowa quando Hinrich estava no último ano. Quando ele se formou, Hinrich era o líder de todos os tempos de West High em pontos, roubadas de bola e assistência.

## Carreira na faculdade

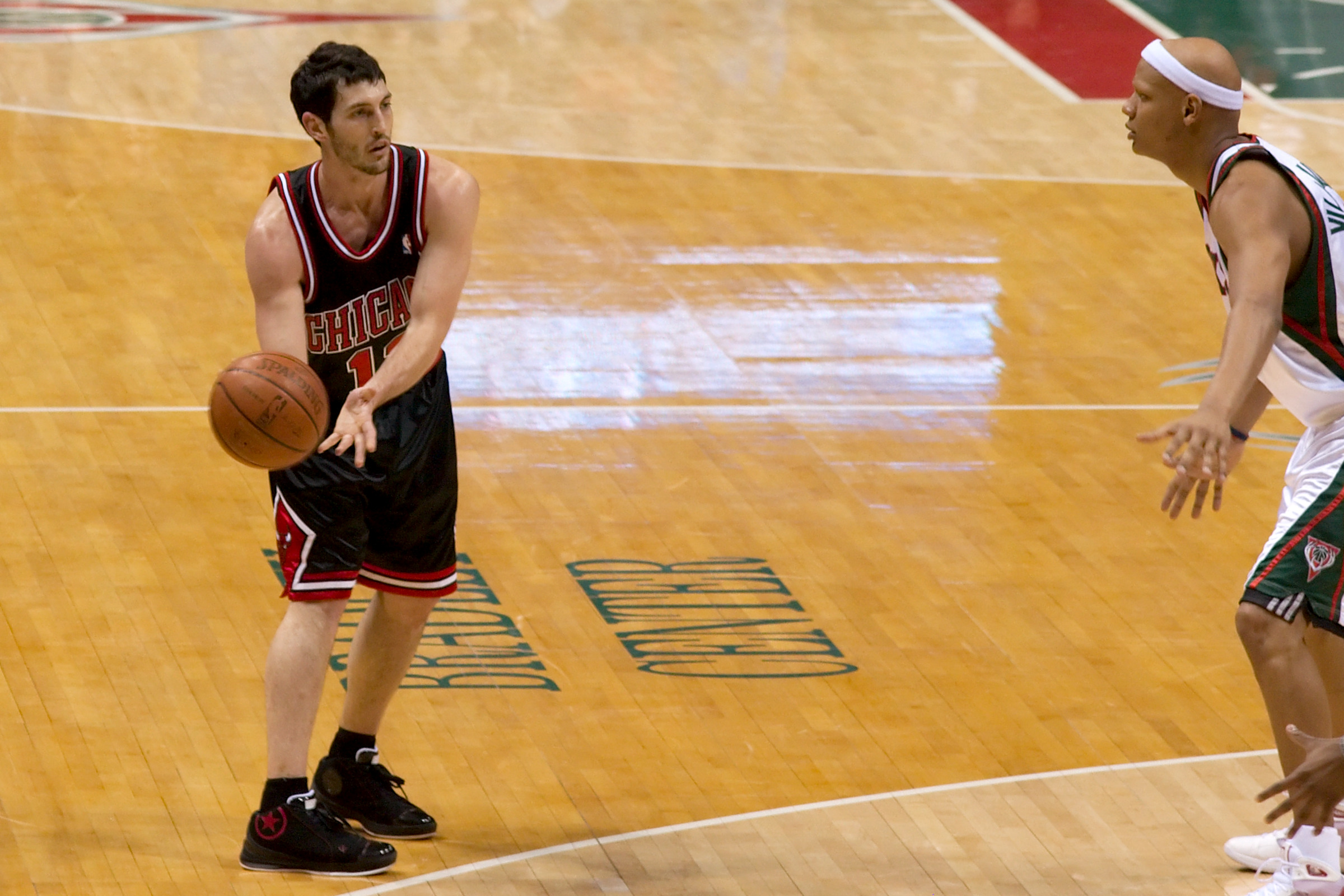
Kirk Hinrich do Chicago Bulls em jogo contra o Milwaukee Bucks.

Como calouro da Universidade do Kansas, Hinrich registrou 123 assistências. No ano seguinte, ele ficou em oitavo lugar no país em assistências por jogo (6,9) e liderou sua equipe em roubadas de bola.
Em sua quarta e última temporada no Kansas, Hinrich, juntamente com Nick Collison, liderou os Jayhawks para o Final Four do Torneio da NCAA. Ele liderou sua equipe em lances livres e no arremesso de três pontos, ficou em segundo lugar na equipe em pontuação, além de contribuir com 3,5 assistências por jogo, 3,9 rebotes por jogo e 1,9 roubadas de bola por jogo. Após a temporada, ele foi nomeado um terceiro time All-American pela Associated Press.
Em 5 temporadas, ele terminou com médias de 12.4 pontos, 3.8 rebotes, 4.7 assistências, 1.5 roubadas de bolas e 0.4 bloqueios.

Em 1º de março de 2009, Kansas aposentou a camisa número 10 de Hinrich. Hinrich foi a 25ª camisa a ser aposentada por Kansas, ele se juntou a lendas como Wilt Chamberlain e Paul Pierce. Hinrich disse:
"Não sei se há uma honra maior no basquete do que ter sua camisa pendurada no ginásio mais histórico do mundo. É uma honra inacreditável."

## Carreira profissional

### Chicago Bulls (2003–2010)

#### Draft de 2003
Hinrich foi selecionado pelo Chicago Bulls no Draft de 2003 com a sétima escolha geral. Alguns duvidavam que ele tivesse sucesso na liga profissional, em parte porque ele foi considerado pequeno demais para desempenhar essa posição profissionalmente. A alta seleção de Hinrich no Draft é creditada a um bom treino na frente dos olheiros das equipes da NBA. Os Bulls precisavam de um armador, pois Jay Williams foi gravemente ferido em um acidente de moto. Depois de ser escolhido pelos Bulls, Hinrich disse que sabia que eles precisavam de um armador:
"Eu sei o que houve com Jay... Nós saímos do colegial no mesmo ano. Ele é um cara legal. Eu sinto muito por ele, mas os rumores eram de que Chicago ia pegar um armador, então eu tinha uma boa chance. Eu sei que todo mundo está de luto por isso, mas se ele não puder mais jogar, o que eu espero que não seja o caso, eles precisarão de um armador."

#### Temporada de 2003-04
Hinrich teve uma infecção viral aguda pouco antes do início de sua primeira temporada, exigindo meses para se recuperar completamente. No entanto, ele jogou bem após sua recuperação, mostrando uma boa compreensão contínua de habilidades fundamentais, jogabilidade sólida, liderança e uma surpreendente intensidade defensiva. Ele solidificou sua posição como o armador dos Bulls e foi nomeado para o Primeiro-Time de Novatos da NBA. Ele foi o único novato a registrar um triplo-duplo nessa temporada com 11 pontos, 12 rebotes e 10 assistências contra o Golden State Warriors em 28 de fevereiro de 2004.
Em sua primeira temporada, ele terminou com médias de 12.0 pontos, 3.4 rebotes, 6.8 assistências, 1.3 roubadas de bolas e 0.3 bloqueios.

#### Temporada de 2004-05
Em seu segundo ano, Hinrich ficou conhecido por seu intenso comportamento em quadra; ele esteve envolvido em uma briga em um jogo contra o Washington Wizards na pré-temporada pelo qual foi multado em US $ 10.000.
Embora ele tenha começado o segundo ano como Armador titular, ele foi transferido para a posição de Ala-armador devido ao início de 0-9 da equipe. Depois que essa jogada foi feita, os Bulls começou a ganhar e terminou com um recorde de 47-35, tornando-se o primeiro time a começar 0-9 e chegar aos playoffs.
Depois de vencer os dois primeiros jogos de sua série com o Washington Wizards, eles perderam os quatro seguintes e foram eliminados.
Durante a entressafra, os Bulls exerceram a opção de renovação no contrato de Hinrich, fazendo-o assinar com a equipe até a temporada de 2006-07.
Ele melhorou em praticamente todas as categorias estatísticas em 2004-05, tendo médias de 15.7 pontos, 3.9 rebotes, 6.4 assistências, 1.6 roubadas de bolas e 0.3 bloqueios.

#### Temporada de 2005-06
Os Bulls trocaram Antonio Davis e Eddy Curry na entressafra e a equipe foi irregular até ter uma sequencia de vitórias no final da temporada e garantir uma vaga nos playoffs, onde enfrentou os eventuais campeões, o Miami Heat, na primeira rodada.
Na temporada da NBA de 2005–06, ele teve médias de 15.9 pontos, 3.6 rebotes, 6.3 assistências, 1.2 roubadas de bolas e 0.3 bloqueios.

Hinrich recebeu uma extensão de contrato em 31 de outubro de 2006, que era o prazo final para o acordo (Caso contrário, Hinrich teria se tornado um agente livre restrito). O GM dos Bulls, John Paxson, disse:
"Kirk Hinrich é imprescindível para nossa organização e estamos extremamente satisfeitos por tê-lo conosco a longo prazo. Estamos tentando construir uma equipe baseada no caráter e no comprometimento,e esses são os dois traços que Kirk possui em um nível muito alto. Este é um dia muito bom para a organização do Chicago Bulls.”

#### Temporada de 2006-07
Em um jogo contra o Miami Heat, Dwyane Wade, machucou o pulso ao ser marcado por Hinrich. O técnico do Heat, Pat Riley, sugeriu que Hinrich machucou o pulso de Wade de propósito:
"Hinrich puxou a mão. Ele faz isso o tempo todo,. Sempre que Dwyane sai das telas, eles sempre agarram a camisa dele ou agarram as mãos dele. É uma tática que o árbitro não pode ver. Ele segurou a mão de Dwyane, e quando ele tentou tirá-la, acho que algo aconteceu.”
Hinrich respondeu:
“Não posso me preocupar com Pat Riley, só tenho que me preocupar comigo, ele vai tentar fazer o seu trabalho e eu vou tentar fazer o meu. Eu realmente não posso comentar sobre o que ele deveria se preocupar. É lamentável Wade se machucar, mas eu não estava tentando machucá-lo. Eu estava marcando, então há contato."
Quando o companheiro de equipe de Hinrich, Ben Gordon, ouviu os comentários de Riley, ele o defendeu dizendo: "Eu o ouvi dizendo algo sobre Kirk. Acho que ele não fez nada. Ele estava apenas jogando com agressivamente. Kirk não faz qualquer coisa suja."
Riley depois teve uma visão diferente de seus comentários; na próxima vez que os Bulls e o Heat jogou, Riley foi questionado sobre os comentários que ele fez por um repórter, ele respondeu:
“Eu não o acusei de nada, vou lhe dizer exatamente o que penso sobre ele, ok? Acho que ele é um dos maiores defensores da liga. Ele me lembra Jerry Sloan e Michael Cooper. Ele é implacável e tem uma reputação de defensor forte”
Durante o primeiro jogo dos Bulls nos playoffs de 2007 contra o Miami Heat, Hinrich jogou seu bocal nas arquibancadas depois de ter sofrido uma falta violenta. Ele recebeu uma falta técnica por suas ações, além de uma multa de US $ 25.000.
Tecnicamente, Hinrich deveria ter sido expulso do jogo, mas ele foi autorizado a permanecer. O treinador dos Bulls, Scott Skiles, teria dito: "Isso deveria ser uma ejeção automática. Eles não viram." Os Bulls varreram o Heat, antes de ser eliminado em 6 jogos pelo Detroit Pistons.
Na temporada de 2006-07, ele teve médias de 16.6 pontos, 3.4 rebotes, 6.3 assistências, 1.3 roubadas de bolas e 0.3 bloqueios.

#### Temporada de 2007-08
Na temporada de 2007-08, ele jogou em 75 jogos, sendo titular em 72 deles devido a lesões leves. Os Bulls não foram para os playoffs na temporada de 2007-08, terminando com um recorde de 33-49.
Na temporada de 2007-08, ele teve médias de 11.5 pontos, 3.3 rebotes, 6.0 assistências, 1.2 roubadas de bolas e 0.3 bloqueios.

#### Temporada de 2008-09
Devido à chegada da primeira escolha no Draft da NBA de 2008, Derrick Rose, Hinrich foi relegado a reserva na temporada de 2008-09. As lesões também o levaram a apenas 51 jogos disputados na temporada, com apenas 4 sendo titulares.
Nessa temporada, ele teve médias de 9.9 pontos, 2.4 rebotes, 3.9 assistências, 1.3 roubadas de bolas e 0.4 bloqueios.
Durante os playoffs da NBA de 2009, Hinrich teve uma média de 30,0 minutos, 2,9 assistências, 1,7 roubadas de bola e 12,6 pontos por partida. Os Bulls perderam para os Celtics na primeira rodada dos playoffs em uma emocionante série de sete jogos.

#### Temporada de 2009-10
Em 20 de fevereiro de 2010, em um jogo contra o Philadelphia 76ers, Hinrich se tornou o líder de todos os tempos dos Bulls em cestas de três pontos, superando o recorde de 770 de Ben Gordon. Em 13 de abril de 2010, Hinrich produziu 30 pontos altos na temporada. uma vitória por 101 a 93 sobre o Boston Celtics.
Hinrich terminou a temporada com uma média de 10.9 pontos, 3.5 rebotes, 4.5 assistências, 1.1 roubadas de bolas e 0.3 bloqueios, quando os Bulls chegoram à 8ª posição na Conferência Leste. Nos playoffs, Hinrich teve médias de 12,4 pontos e 4 assistências, mas os Bulls perderam para o Cleveland Cavaliers em cinco jogos.

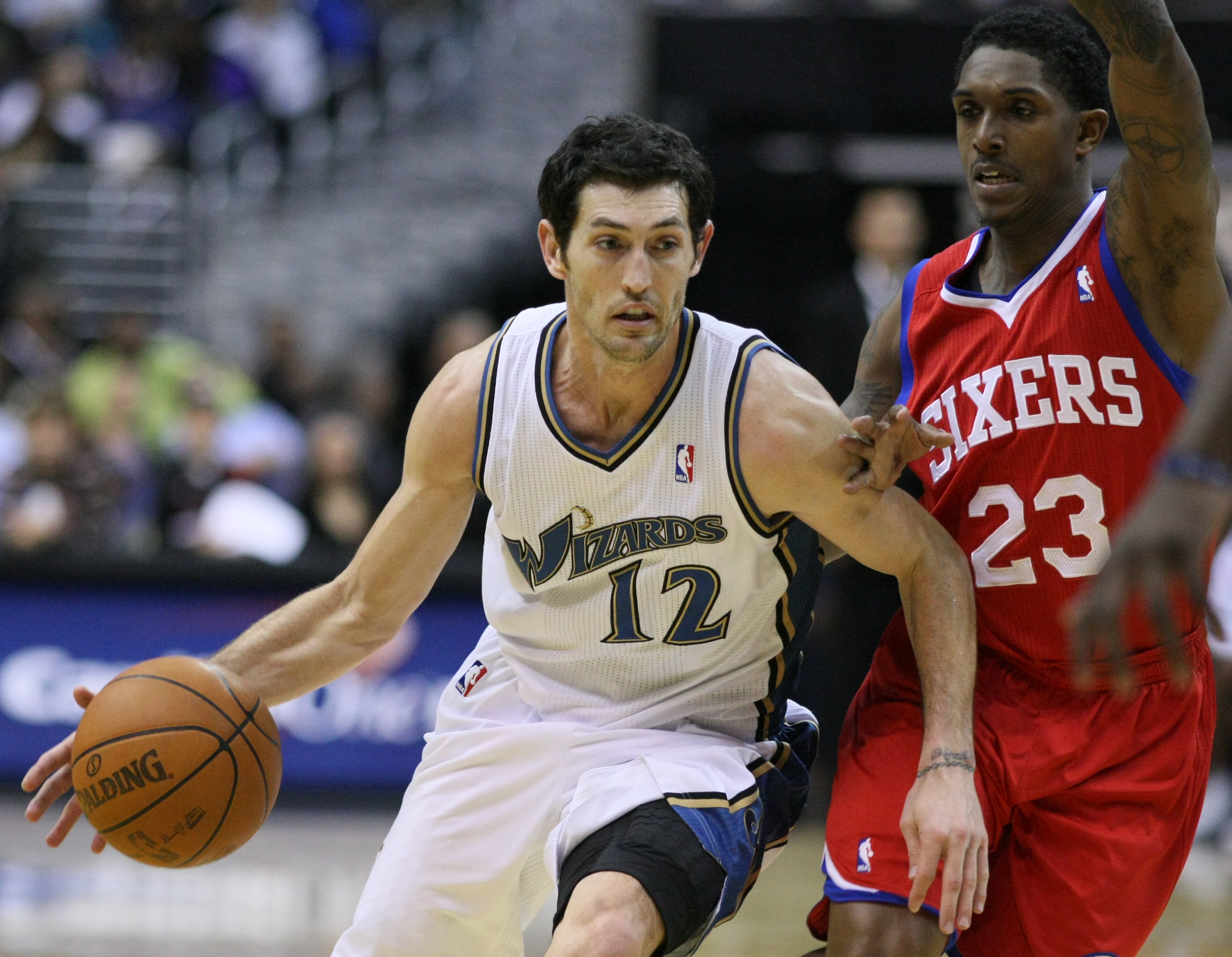
Kirk Hinrich durante seu tempo nos Wizards em novembro de 2010

### Washington Wizards (2010–2011)
Em 8 de julho de 2010, Hinrich foi negociado para o Washington Wizards juntamente com Kevin Seraphin em troca de Vladimir Veremeenko.
Em sua curta permanência nos Wizards, ele obteve uma média de 11.1 pontos, 2.7 rebotes, 4.4 assistências, 1.2 roubadas de bolas e 0.2 bloqueios.

### Atlanta Hawks (2011–2012)
Em 23 de fevereiro de 2011, Hinrich foi negociado para o Atlanta Hawks junto com Hilton Armstrong em troca de Mike Bibby, Jordan Crawford, Maurice Evans e uma escolha de primeira rodada do Draft da NBA de 2011.
No final da temporada de 2010-11, os Hawks foram para os playoffs como a quinta melhor campanha da Conferência Leste. No jogo 6 da primeira rodada contra o Orlando Magic, Hinrich machucou o tendão e perdeu toda a segunda rodada dos playoffs em que os Hawks acabou perdendo para o Chicago Bulls.
Hinrich perdeu os primeiros dezoito jogos da temporada de 2011-12 depois de passar por uma cirurgia no ombro esquerdo. Durante a temporada, Hinrich teve uma média de 6.6 pontos, 2.1 rebotes, 2.8 assistências, 0.8 roubadas de bolas e 0.2 bloqueios.

### Retorno a Chicago (2012–2016)
Em 23 de julho de 2012, Hinrich assinou um contrato de dois anos para retornar ao Chicago Bulls.
Na ausência de Derrick Rose, Kirk começou a temporada de 2012–13 como armador titular dos Bulls. Hinrich sofreu várias lesões ao longo da temporada, incluindo uma infecção no cotovelo e uma reação de estresse no pé. Ele terminou a temporada com médias de 7.7 pontos, 2.6 rebotes, 5.2 assistências, 1.1 roubadas de bolas e 0.4 bloqueios.
Em 27 de abril de 2013, Hinrich teve uma excelente performance no Jogo 4 da primeira rodada dos playoffs de 2013 contra os Nets, marcando 18 pontos e distribuindo 14 assistências em 60 minutos de ação, quando o Bulls derrotou o Nets por 142-134. No entanto, Hinrich perdeu o resto da pós-temporada depois de romper a panturrilha no segundo quarto do jogo. O Bulls foi eliminado na segunda rodada pelo Miami Heat.
Hinrich começou a temporada de 2013-14 como reserva de Derrick Rose, mas quando Rose sofreu uma lesão no menisco, encerrando sua temporada depois de apenas 10 jogos, Hinrich tornou-se novamente o titular. Nessa temporada, ele teve médias de 9.1 pontos, 2.6 rebotes, 3.9 assistências, 1.1 roubadas de bolas e 0.4 bloqueios.
Em 21 de julho de 2014, Hinrich assinou novamente com os Bulls para um contrato de dois anos no valor de US $ 5,6 milhões.

### Retorno a Atlanta (2016)
Em 18 de fevereiro de 2016, Hinrich foi negociado com o Atlanta Hawks em uma negociação de três equipes envolvendo o Bulls e o Utah Jazz. Em sua última temporada na NBA, ele terminou com médias de 3.0 pontos, 1.5 rebotes, 1.6 assistências e 0.3 roubadas de bolas.

## Vida pessoal
Hinrich se casou com Jill Fisher em 7 de julho de 2007. Sua esposa deu à luz ao primeiro filho, Kenzie, em 2008. A esposa de Hinrich deu à luz a sua segunda filha, Kyla, em setembro de 2011. Em 12 de setembro de 2014, a esposa de Hinrich deu à luz gêmeos, um menino, Kolton, e uma menina, Kinley.
Ao se aposentar da NBA em 2017, Hinrich e sua família se mudaram para Dakota do Sul, onde Hinrich foi contratado pela Sanford Power como especialista em basquete.

## Estadísticas na NBA

### Temporada regular
| Ano     | Equipe     | PJ  | PT  | MPP  | %TC  | %3P  | %TL  | RPP | APP | ROB | TPP | PPP  |
| ------- | ---------- | --- | --- | ---- | ---- | ---- | ---- | --- | --- | --- | --- | ---- |
| 2003-04 | Chicago    | 76  | 66  | 35.6 | .386 | .390 | .804 | 3.4 | 6.8 | 1.3 | .3  | 12.0 |
| 2004-05 | Chicago    | 77  | 77  | 36.4 | .397 | .355 | .792 | 3.9 | 6.4 | 1.6 | .3  | 15.7 |
| 2005-06 | Chicago    | 81  | 81  | 36.5 | .418 | .370 | .815 | 3.6 | 6.3 | 1.2 | .3  | 15.9 |
| 2006-07 | Chicago    | 80  | 80  | 35.5 | .448 | .415 | .835 | 3.4 | 6.3 | 1.2 | .3  | 16.6 |
| 2007-08 | Chicago    | 75  | 72  | 31.7 | .414 | .350 | .831 | 3.3 | 6.0 | 1.2 | .2  | 11.5 |
| 2008-09 | Chicago    | 51  | 4   | 26.3 | .437 | .408 | .791 | 2.4 | 3.9 | 1.3 | .4  | 9.9  |
| 2009-10 | Chicago    | 74  | 53  | 33.5 | .409 | .371 | .752 | 3.5 | 4.5 | 1.2 | .3  | 10.9 |
| 2010-11 | Washington | 48  | 29  | 30.6 | .452 | .384 | .876 | 2.7 | 4.4 | 1.2 | .2  | 11.1 |
| 2010-11 | Atlanta    | 24  | 22  | 28.6 | .432 | .421 | .667 | 2.2 | 3.3 | .8  | .3  | 8.6  |
| 2011-12 | Atlanta    | 48  | 31  | 25.8 | .414 | .346 | .781 | 2.1 | 2.8 | .8  | .2  | 6.6  |
| 2012-13 | Chicago    | 60  | 60  | 29.4 | .377 | .390 | .714 | 2.6 | 5.2 | 1.1 | .4  | 7.7  |
| 2013-14 | Chicago    | 73  | 61  | 29.0 | .393 | .351 | .760 | 2.6 | 3.9 | 1.1 | .4  | 9.1  |
| 2014-15 | Chicago    | 66  | 22  | 24.4 | .373 | .345 | .700 | 1.8 | 2.2 | .7  | .2  | 5.7  |
| 2015-16 | Chicago    | 35  | 7   | 15.9 | .398 | .411 | .938 | 1.7 | 1.7 | .4  | .0  | 3.8  |
| 2015-16 | Atlanta    | 11  | 0   | 6.9  | .182 | .167 | .000 | 1.1 | 1.3 | .2  | .1  | .5   |
| Total   | Total      | 879 | 665 | 30.7 | .411 | .375 | .800 | 2.9 | 4.8 | 1.1 | .3  | 10.9 |

### Playoffs
| Ano   | Equipe  | PJ | PT | MPP  | %TC  | %3P  | %TL   | RPP | APP | ROB | TPP | PPP  |
| ----- | ------- | -- | -- | ---- | ---- | ---- | ----- | --- | --- | --- | --- | ---- |
| 2005  | Chicago | 6  | 6  | 35.5 | .450 | .515 | .690  | 3.7 | 5.8 | 2.0 | .7  | 21.2 |
| 2006  | Chicago | 6  | 6  | 39.0 | .415 | .346 | .857  | 3.3 | 7.7 | 1.3 | .3  | 20.5 |
| 2007  | Chicago | 10 | 10 | 36.2 | .376 | .302 | .769  | 4.2 | 7.5 | .9  | .3  | 12.1 |
| 2009  | Chicago | 7  | 0  | 30.0 | .468 | .433 | .680  | 2.7 | 2.9 | 1.7 | .4  | 12.6 |
| 2010  | Chicago | 5  | 5  | 39.2 | .423 | .500 | .714  | 4.4 | 4.0 | 1.4 | .0  | 12.4 |
| 2011  | Atlanta | 6  | 6  | 28.8 | .500 | .421 | 1.000 | 2.3 | 2.7 | 1.2 | .3  | 10.2 |
| 2012  | Atlanta | 6  | 4  | 23.5 | .433 | .375 | 1.000 | 2.0 | 1.0 | .7  | .0  | 5.7  |
| 2013  | Chicago | 4  | 4  | 40.5 | .432 | .364 | .643  | 2.8 | 5.8 | 2.0 | .3  | 11.3 |
| 2014  | Chicago | 5  | 5  | 33.4 | .411 | .368 | .500  | 3.0 | 4.4 | .8  | .2  | 11.0 |
| 2015  | Chicago | 10 | 0  | 12.6 | .474 | .600 | .667  | 0.5 | 1.1 | .3  | .1  | 2.6  |
| Total | Total   | 65 | 46 | 30.5 | .430 | .408 | .744  | 2.8 | 4.2 | 1.1 | .3  | 11.4 |

Fonte: